# Peyrusse-Grande
Peyrusse-Grande település Franciaországban, Gers megyében. Lakosainak száma 149 fő (2022. január 1.). Peyrusse-Grande Bassoues, Callian, Cazaux-d’Anglès, Gazax-et-Baccarisse, Lupiac, Peyrusse-Vieille és Saint-Pierre-d’Aubézies községekkel határos.

## Leírása
Peyrusse-Grande egy francia község Occitanie régió Gers megye központjában. Történelmi és kulturális szempontból a község a Pays d'Auch része, egy gabonatermesztő és bortermelő terület.
Peyrusse-Grande lakossága 2021-ben 150 fő volt, miután 1831-ben elérte 1250 fős csúcsát. Lakosai Peyrussais vagy Peyrussaises néven ismertek.
A település építészeti örökségéhez tartozik egy műemlékvédelem alatt álló épület: a Saint-Mamet-templom, amely 1972-ben került a műemléki jegyzékbe.
A megváltozott óceáni éghajlatnak kitett települést a Douze, az Auzoue és a Guiroue folyók, valamint számos más kisebb patak vezeti le. A település figyelemre méltó természeti örökséggel rendelkezik, két ökológiai, faunisztikai és florisztikai szempontból is érdekes természeti területtel.

## Nevezetességek
- A Saint-Mamet-i perjelség temploma - a templom a 11. század folyamán elszaporodó kolostoralapítások egyik példája: Saint-Mont, Saint-Sever, Maubourguet stb. Az addig szegény és befelé forduló Gascogne gyors változáson megy keresztül. A Saint-Mamet perjelség temploma ennek a 11. századi fejlődésnek az egyik tanúja. A Peyrusse-Grande-i perjelség 1115 előtt nem jelenik meg kifejezetten a szövegekben. Az Auch-i Saint-Orens kolostor kolostorának birtokaként említik.

- Saint-Mamet-i templom - a 11. században épült cluniac stílusban, később a 16., 17. és 19. században is átalakították. A templomot archaikus román stílus jellemzi, ami megtévesztheti a művészetkedvelőket vagy a turistákat a templom korát illetően. A legrégebbi részek a mély kórus a csúcsíves boltozatú apszissal, a két párhuzamos oldalkápolna az apszisokkal, a kereszthajó egy része és a hajó pillérei. A kórus fölé egy második emeletet építettek. A hajó a 16. és 17. században két oldalhajóval bővült, melyek mennyezetével a 16. és 17. században. A nagyon magas karzaton rombuszkövekkel díszített árkádok és a támpillérekben lévő, ma már elzárt keskeny ablakok találhatók, amelyek karzatai és lábazatai gazdagon faragottak. A kápolna kívülről lapos, belülről azonban félköríves. Tagolt, és egy apszist és két nagyon egyenlőtlen méretű és mélységű apszist tartalmaz. A Saint-Mamet-templom belső díszítése ugyanolyan gazdag, mint a külső, árkádokkal és faragott kapitálisokkal, amelyeken archaikus témák, például vázából ivó madarak láthatók. Figyelemre méltó a Gascogne-ban oly ritka összefonódó díszítés jelentősége: fonat, csomózott körök, kétágú csomók, kocka alakú bordázat, palmetták stb. Ez a díszítés látható az ablakkereteken, a kórus karzatán és az apszisban lévő fejezetek abakuszain vagy koronáin. Az épület archaikus benyomását keltik az elválasztott kórus, a kívülről megerősített karzat, az árkaturák és pilaszterek díszítései, a támpillérek nyitott ablakai, a templom belsejével nem összeköttetésben álló, a kórus feletti emeleti helyiségek, az építés során használt különféle berendezési tárgyak és felszerelések jellege, és végül a szobrok, mint például az ajtó fölötti, nagyon durva krisztus. A templomot 1972. március 29-én műemlékként vették nyilvántartásba.

- Comort telephelye - A négyszögletes, árkokkal körülvett várdombonon (motte) 1,2 méter vastag falú lakóház áll. Építészeti jellemzői arra utalnak, hogy a 13. század végéről vagy a 14. századból származik. Az első emelet, amely a motte-tól keletre, a vizesárok helyén épült, földalatti és vak. Ez egy 7,10 x 6,90 méteres, 4,50 méter magas, hordó boltozatos helyiség. Az épület délnyugati sarkában lévő lépcsőn keresztül lehetett megközelíteni, a szellőzést pedig a déli fal közepén lévő öböl biztosította. Ezt a szintet valószínűleg raktározásra használták.

## Népesség
A település népességének változása:
| Lakosok száma | 316  | 234  | 211  | 184  | 157  | 165  | 164  | 156  | 151  | 149  |
|               | 1968 | 1982 | 1990 | 2006 | 2013 | 2015 | 2017 | 2019 | 2020 | 2022 |

## Fordítás
- Ez a szócikk részben vagy egészben  a   Peyrusse-Grande című francia Wikipédia-szócikk fordításán alapul.  Az eredeti cikk szerkesztőit annak laptörténete sorolja fel. Ez a jelzés csupán a megfogalmazás eredetét és a szerzői jogokat jelzi, nem szolgál a cikkben szereplő információk forrásmegjelöléseként.